# میخل استولکر
میخل استولکر (هلندی: Michel Stolker; ۲۹ سپتامبر ۱۹۳۳ – ۲۸ مهٔ ۲۰۱۸) دوچرخه‌سوار اهل هلند بود.